# فلتون (کالیفرنیا)
فلتون (به انگلیسی: Felton) یک منطقهٔ مسکونی در ایالات متحده آمریکا است که در شهرستان سانتا کروز، کالیفرنیا واقع شده‌است. فلتون ۱۱٫۷۹۰ کیلومتر مربع مساحت و ۴٬۰۵۷ نفر جمعیت دارد و ۸۷ متر بالاتر از سطح دریا واقع شده‌است.